# Joegoslavië op de Olympische Zomerspelen 1952
Joegoslavië nam deel aan de Olympische Zomerspelen 1952 in Helsinki, Finland. Voor het eerst sinds 1928 werd weer goud gewonnen.

## Medailleoverzicht
| Sport     | Olympiër | Onderdeel       | Medaille |
| --------- | --- | --------------- | -------- |
| Roeien    | Duje Bonačić Velimir Valenta Mate Trojanović Petar Šegvić | vier-zonder (m) | Goud     |
| Voetbal   | Vladimir Beara Branko Stanković Tomislav Crnković Zlatko Čajkovski Ivan Horvat Vujadin Boškov Tihomir Ognjanov Rajko Mitić Bernard Vukas Stjepan Bobek Branko Zebec Dušan Cvetković Milorad Diskić Ratko Čolić Slavko Luštica Zdravko Rajkov Vladimir Čonč Vladimir Firm | mannen          | Zilver   |
| Waterpolo | Zdravko Kovačić Veljko Bakašun Ivo Štakula Boško Vuksanović Ivica Kurtini Lovro Radonjić Zdravko Ježić Juraj Amšel Vlado Ivković Marko Brainović Dragoslav Šiljak | mannen          | Zilver   |

## Deelnemers en resultaten
(m) = mannen, (v) = vrouwen 

### Atletiek
| Olympiër             | Discipline               | Resultaat | Prestatie                                                     |
| -------------------- | ------------------------ | --------- | ------------------------------------------------------------- |
| Andrija Otenhajmer   | 1500m (m)                | 36e       | serie 4: 6de in 3.57,8                                        |
| Zdravko Ceraj        | 5000m (m)                | 39e       | serie 2: 14de in 15.17,8                                      |
| Velimir Ilić         | 5000m (m)                | 29e       | serie 3: 12de in 14.51,6                                      |
| Stevan Pavlović      | 5000m (m)                | 35e       | serie 1: 13de in 14.59,2                                      |
| Franjo Mihalić       | 10000m (m)               | 18e       | 30.53,2                                                       |
| Stanko Lorger        | 110m horden (m)          | 8e        | serie 3: 2de in 15,08 halve finale 2: 4de in 15,09            |
| Božidar Đurašković   | 3000m steeplechase (m)   | 21e       | serie 2: 10de in 9.23,2                                       |
| Petar Šegedin        | 3000m steeplechase (m)   | 31e       | serie 3: 9de in 9.40,2                                        |
| Drago Štritof        | 3000m steeplechase (m)   | 25e       | serie 1: 8ste in 9.28,0                                       |
| Franjo Krajčar       | marathon (m)             | DNF       | niet gefinisht                                                |
| Rade Radovanović     | hink-stap-springen (m)   | 24e       | kwalificatie groep B: 13de met 14,13m                         |
| Mihajlo Dimitrijević | hoogspringen (m)         | 20e       | kwalificatie groep A: 5de met 1,87m finale: 20ste met 1,80m   |
| Milan Milakov        | polsstokhoogspringen (m) | 13e       | kwalificatie groep B: 12de met 4,00m finale: 13de met 4,10m   |
| Branko Dangubić      | speerwerpen (m)          | 5e        | kwalificatie groep A: 6de met 66,58m finale: 5de met 70,55m   |
| Rudolf Galin         | kogelslingeren (m)       | 17e       | kwalificatie groep B: 10de met 49,98m finale: 17de met 51,37m |
| Ivan Gubijan         | kogelslingeren (m)       | 9e        | kwalificatie groep A: 3de met 54,76m finale: 9de met 54,54m   |
| Branko Dangubić      | tienkamp (m)             | 15e       | 5648 punten                                                   |
|                      |                          |           |                                                               |
| Nada Kotlušek        | kogelstoten (v)          | 14e       | kwalificatie: 14de met 12,35m finale: 14de met 11,98m         |
| Marija Radosavljević | kogelstoten (v)          | 7e        | kwalificatie: 5de met 13,15m finale: 7de met 13,30m           |

### Boksen
| Olympiër           | Discipline  | Resultaat | Prestatie                                                                                                 |
| ------------------ | ----------- | --------- | --- |
| Stevan Redli       | -57kg (m)   | 9e        | 1ste ronde: W van IRL Reddy: knock-out 2de ronde: V van RSA Leisching: 0-3                                |
| Pavle Šovljanski   | -63,5kg (m) | 9e        | 1ste ronde: W van HUN Farkas: 3-0 2de ronde: V van FRA Weismann: gediskwalificeerd                        |
| Tomislav Krizmanić | +81kg (m)   | 5e        | 1ste ronde: W van ROU Furetz: 3-0 2de ronde: W van BEL Marsill: 3-0 kwartfinale: V van SWE Johansson: 0-3 |

### Kanovaren
| Olympiër        | Discipline     | Resultaat | Prestatie              |
| --------------- | -------------- | --------- | ---------------------- |
| Josip Lipokatič | K-1 1000m (m)  | 15e       | serie 2: 6de in 4.35,2 |
| Josip Lipokatič | K-1 10000m (m) | 13e       | 51.01,3                |

### Roeien
| Olympiër | Discipline      | Resultaat | Prestatie                                                                         |
| --- | --------------- | --------- | --------------------------------------------------------------------------------- |
| Duje Bonačić Velimir Valenta Mate Trojanović Petar Šegvić                                                                       | vier-zonder (m) | Goud      |                                                                                   |
| Ladislav Matetić Branko Belačić Vladimir Horvat Vojko Šeravić Karlo Pavlenč Boris Beljak Stanko Despot Drago Husjak Zdenko Bego | vier-zonder (m) | 6e        | serie 1: 1ste in 6.06,9 halve finale 1: 2de in 6.33,5 herkansingen: 2de in 6.12,0 |

### Schietsport
| Olympiër          | Discipline                  | Resultaat | Prestatie                  |
| ----------------- | --------------------------- | --------- | -------------------------- |
| Nemanja Marković  | 50m geweer 3 houdingen (m)  | 26e       | 1127 punten                |
| Zlatko Mašek      | 50m geweer 3 houdingen (m)  | 25e       | 1129 punten                |
| Nemanja Marković  | 50m geweer liggend (m)      | 43e       | 387 punten                 |
| Zlatko Mašek      | 50m geweer liggend (m)      | 47e       | 386 punten                 |
| Jovan Kratohvil   | 300m geweer 3 houdingen (m) | 14e       | 1073 punten: (346-352-375) |
| Stjepan Prauhardt | 300m geweer 3 houdingen (m) | 16e       | 1065 punten: (316-362-377) |
| Edvard Delorenco  | 50m pistool (m)             | 21e       | 521 punten                 |
| Rudolf Vuk        | 50m pistool (m)             | 23e       | 521 punten                 |

### Turnen
| Olympiër | Discipline                              | Resultaat | Prestatie     |
| --- | --------------------------------------- | --------- | ------------- |
| Ivan Caklec                                                                                                  | individuele meerkamp (m)                | 144e      | 93,95 punten  |
| Dušan Furlan                                                                                                 | individuele meerkamp (m)                | 88e       | 102,70 punten |
| Karel Janež                                                                                                  | individuele meerkamp (m)                | 175e      | 81,05 punten  |
| Ivica Jelic                                                                                                  | individuele meerkamp (m)                | 142e      | 94,30 punten  |
| Franjo Jurjevic                                                                                              | individuele meerkamp (m)                | 149e      | 92,10 punten  |
| Antun Kropivšek                                                                                              | individuele meerkamp (m)                | 175e      | 82,45 punten  |
| Ede Madar | individuele meerkamp (m)                | 136e      | 95,30 punten  |
| Sreten Stefanovic                                                                                            | individuele meerkamp (m)                | 138e      | 94,65 punten  |
| Ivan Caklec Dušan Furlan Karel Janež Ivica Jelic Franjo Jurjevic Antun Kropivšek Ede Madar Sreten Stefanovic | meerkamp team (m)                       | 19e       | 503,00 punten |
| |                                         |           |               |
| Anka Drinić                                                                                                  | individuele meerkamp (v)                | 74e       | 68,33 punten  |
| Marija Ivandekić                                                                                             | individuele meerkamp (v)                | 96e       | 56,61 punten  |
| Tereza Kočiš                                                                                                 | individuele meerkamp (v)                | 130e      | 60,15 punten  |
| Milica Rožman                                                                                                | individuele meerkamp (v)                | 90e       | 67,14 punten  |
| Sonja Rožman                                                                                                 | individuele meerkamp (v)                | 61e       | 69,50 punten  |
| Ada Smolnikar                                                                                                | individuele meerkamp (v)                | 92e       | 66,91 punten  |
| Nada Spasić                                                                                                  | individuele meerkamp (v)                | 84e       | 67,78 punten  |
| Tanja Žutić                                                                                                  | individuele meerkamp (v)                | 70e       | 68,48 punten  |
| Anka Drinić Marija Ivandekić Tereza Kočiš Milica Rožman Sonja Rožman Ada Smolnikar Nada Spasić Tanja Žutić   | meerkamp team (v)                       | 11e       | 477,34 punten |
| Anka Drinić Marija Ivandekić Tereza Kočiš Milica Rožman Sonja Rožman Ada Smolnikar Nada Spasić Tanja Žutić   | meerkamp team draagbaar gereedschap (v) | 8e        | 69,20 punten  |

### Voetbal
| Olympiër | Discipline | Resultaat | Prestatie |
| --- | ---------- | --------- | --- |
| Vladimir Beara Branko Stanković Tomislav Crnković Zlatko Čajkovski Ivan Horvat Vujadin Boškov Tihomir Ognjanov Rajko Mitić Bernard Vukas Stjepan Bobek Branko Zebec Dušan Cvetković Milorad Diskić Ratko Čolić Slavko Luštica Zdravko Rajkov Vladimir Čonč Vladimir Firm | mannen     | Zilver    | voorronde: W van India: 10-1 1ste ronde: W van Sovjet-Unie: 5-5 (3-1) kwartfinale: W van Denemarken: 5-3 halve finale: W van Duitsland: 3-1 finale: V van Hongarije: 0-2 |

### Waterpolo
| Olympiër | Discipline | Resultaat | Prestatie |
| --- | ---------- | --------- | --- |
| Zdravko Kovačić Veljko Bakašun Ivo Štakula Boško Vuksanović Ivica Kurtini Lovro Radonjić Zdravko Ježić Juraj Amšel Vlado Ivković Marko Brainović Dragoslav Šiljak | mannen     | Zilver    | 1ste ronde: W van Australië: 10-2 groep C: 1ste W van Argentinië: 9-1 W van Nederland: 2-1 W van Zweden: 9-1 halve finale groep F: 2de G van Sovjet-Unie: 3-3 G van Hongarije: 2-2 finale groep: 2de W van Verenigde Staten: 4-2 W van Italië: 3-1 |

### Worstelen
| Olympiër       | Discipline     | Resultaat      | Prestatie |
| Grieks-Romeins | Grieks-Romeins | Grieks-Romeins | Grieks-Romeins |
| -------------- | -------------- | -------------- | --- |
| Borivoj Vukov  | -52kg (m)      | 7e             | 1ste ronde: V van URS Gurevich: 0-3 2de ronde: W van HUN Kenéz 3de ronde: W van DEN Thomsen: 3-0 4de ronde: V van GER Weber: 0-3 |
| Bela Torma     | -62kg (m)      | 12e            | 1ste ronde: V van POL Gondzik: 1-2 2de ronde: V van AUT Brötzner: 1-2                                                            |
| Bela Čuzdi     | -73kg (m)      | 13e            | 1ste ronde: V van ITA Riva: 1-2 2de ronde: V van ROU Beluşica: 0-3                                                               |

### Zeilen
| Olympiër                   | Discipline | Resultaat | Prestatie                            |
| -------------------------- | ---------- | --------- | ------------------------------------ |
| Karlo Bauman               | finn       | 23e       | 1709 punten: (DSQ-24-7-20-16-20-DSQ) |
| Mario Fafangel Karlo Bašić | star       | 20e       | 1218 punten: (20-18-12-15-17-19-21)  |

### Zwemmen
| Olympiër          | Discipline          | Resultaat | Prestatie                                            |
| ----------------- | ------------------- | --------- | ---------------------------------------------------- |
| Boris Škanata     | 100m rugslag (m)    | 7e        | serie 3: 2de in 1.07,5 finale: 7de in 1.08,1         |
| Blago Barbieri    | 200m schoolslag (m) | 7e        | serie 4: 5de in 2.47,3                               |
| Nikola Trojanović | 200m schoolslag (m) | 12e       | serie 2: 3de in 2.42,4 halve finale 2: 7de in 2.41,8 |

Argentinië · Australië · Bahama's · België · Bermuda · Birma · Brazilië · Brits-Guiana · Bulgarije · Canada · Ceylon · Chili · China · Cuba · Denemarken · Duitsland · Egypte · Filipijnen · Finland · Frankrijk · Goudkust · Griekenland · Groot-Brittannië · Guatemala · Hongarije · Hongkong · Ierland · IJsland · India · Indonesië · Iran · Israël · Italië · Jamaica · Japan · Joegoslavië · Libanon · Liechtenstein · Luxemburg · Mexico · Monaco · Nederland · Nederlandse Antillen · Nieuw-Zeeland · Nigeria · Noorwegen · Oostenrijk · Pakistan · Panama · Polen · Portugal · Puerto Rico · Roemenië · Saarland · Singapore ·  Sovjet-Unie · Spanje · Thailand · Trinidad en Tobago · Tsjecho-Slowakije · Turkije · Uruguay · Venezuela · Verenigde Staten · Vietnam · Zuid-Afrika · Zuid-Korea · Zweden · Zwitserland